# Douglas Wheelock
Douglas Harry Wheelock (Binghamton, 5 de maio de 1960) é um oficial do Exército dos Estados Unidos e astronauta da NASA.

## Biografia
Wheelock formou-se na Academia Militar de West Point como segundo-tenente da infantaria em maio de 1983 e entrou para a escola de pilotos, concluindo o curso em primeiro lugar da sua classe em 1984. Serviu no Pacífico como líder de esquadrão, acumulando 2500 horas de voo em 43 tipos de aeronaves.
Em agosto de 1996 ele foi integrado à NASA como engenheiro de testes do ônibus espacial no Centro Espacial Lyndon Johnson, onde suas atividades técnicas se relacionaram conexões da engenharia entre o lançamento e o pouso das espaçonaves. Foi também escolhido como líder da equipe de testes de integração de espaçonaves para a missão STS-86, parte do programa comum entre o ônibus espacial e a estação orbital MIR, entre os EUA e a Rússia.
Dois anos depois foi selecionado para o curso de astronautas da NASA e após  dois anos de intenso treinamento em ônibus espacial e estação espacial, foi integrado à equipe que realizou testes e a integração dos hardware e software produzidos pela Rússia para a Estação Espacial Internacional, trabalhando intensivamente em Moscou, onde ajudou a criar a desenvolver em duas línguas todos os procedimentos necessários de ser adotados pelas tripulações da ISS para lidar com estas novas tecnologias.
Em 2001 ele fez parte da equipe de apoio em terra para a Expedição 2 da ISS, que ficou em órbita por 147 dias entre março e agosto de 2001 e para a Expedição 4, entre dezembro de 2001 e junho de 2002.  Nesta função ele foi o principal interlocutor das equipes em órbita para suas necessidades, além de cuidar da interação, planejamento, coordenação e ser o representante das tripulações da missão enquanto elas estivessem em órbita.
Em 2002, ocupou as funções de CAPCOM, o comunicador oficial entre Houston e as equipes em órbita durante a Expedição 8 da ISS, que passou 194 dias em órbita.
Em 2005, Wheelock trabalhou no Centro de Treinamento Yuri Gagarin na Cidade das Estrelas e ocupou o cargo de diretor de operações da NASA na Rússia, onde foi o responsável pelo apoio ao treinamento, logística e necessidades administrativas dos astronautas da NASA que se lá se preparavam para as missões à ISS; também fez a função de ligação entre a NASA e a Agência Espacial Federal Russa e a indústria aeroespacial do país.
Além de qualificado para missões no ônibus espacial e na Estação Espacial Internacional, ele também completou curso em Atividades extra-veiculares (AEV), na operação do braço robótico de transporte e instalação de carga do ônibus espacial e como engenheiro de voo da nave russa Soyuz.
Em outubro de 2007 finalmente subiu ao espaço como especialista de missão STS-120, a bordo da nave Discovery, para uma missão de dez dias na ISS, na qual realizou delicada atividade extra-veicular com o colega de tripulação Scott Parazynski, para consertar paineis solares danificados da estação.
Wheelock voltou ao espaço em junho de 2010 como tripulante da nave Soyuz TMA-19, junto com o cosmonauta russo Fyodor Yurchikhin e a norte-americana Shannon Walker, para uma missão de longa duração nas Expedições 24 e 25 na Estação Espacial Internacional. Retornou em 26 de novembro, depois de passar 163 dias em órbita.